# 1944 (serial telewizyjny)
1944 – telewizyjny cykl filmowy (serial), zrealizowany przez Andrzeja Konica w 1984 roku.

## Tytuły odcinków
1. Bohun i Kmicic
2. Edward i Stefan
3. Jan
4. Marta
5. Michał

## Obsada
w kolejności alfabetycznej

- Michał Anioł (Podporucznik Julian Wielacz)
- Jerzy Bińczycki (Pułkownik Stefan Polanicz „Klemens”)
- Jerzy Bończak
- Rafał Bruski
- Tadeusz Borowski
- Barbara Brylska
- Jarosław Gajewski
- Maciej Góraj
- Jerzy Grałek
- Wirgiliusz Gryń
- Jan Jurewicz (Major)
- Dariusz Jakubowski
- Michał Juszczakiewicz
- Jacek Kałucki
- Tatiana Kołodziejska (Dorota Polanicz, córka pułkownika)
- Ryszard Kotys
- Daniel Kozakiewicz
- Zdzisław Kozień
- Paweł Kruszelnicki
- Ewa Kuryło
- Edward Linde-Lubaszenko
- Andrzej Malec
- Stanisław Michalski (Bohun, major UB)
- Monika Niemczyk
- Marek Obertyn
- Józef Onyszkiewicz
- Sławomir Orzechowski
- Bronisław Pawlik
- Tomasz Piasecki
- Józef Pieracki (Ksiądz)
- Leonard Pietraszak
- Jerzy Przybylski
- Zdzisław Rychter
- Ewa Sałacka
- Kamila Sammler
- Jacek Skiba
- Lech Sołuba
- Tomasz Taraszkiewicz
- Beata Tyszkiewicz (Anna Polanicz)
- Włodzimierz Wiszniewski
- Edward Wnuk
- Sylwia Wysocka (Maria)

## Nagrody
- 1987 – Nagroda Przewodniczącego Komitetu ds. Radia i Telewizji dla Zbigniewa Safjana